# Grüsch
Grüsch (rm. Crusch) – miejscowość i gmina w południowo-wschodniej Szwajcarii, w kantonie Gryzonia, w regionie Prättigau/Davos. Powstała 1 stycznia 2011 z gmin Fanas i Valzeina.

## Demografia
W Grüsch mieszkają 2153 osoby. W 2020 roku 7,8% populacji gminy stanowiły osoby urodzone poza Szwajcarią. 

## Transport
Przez teren gminy przebiega droga główna nr 28. 